# Bandera de Laviana
La bandera de Laviana, Asturias, es rectangular de dimensiones 2:3. Su único color es el azul, en un tono oscuro, con el escudo del concejo centrado.
- Datos: Q5718627